# 天主教帕多瓦教區
天主教帕多瓦教區（拉丁語：Dioecesis Patavina）是天主教會在義大利的一個教區。屬威尼斯宗主教區。

## 歷史
教區傳統上被認為在250年開教，著名的教會聖師里斯本的聖安多尼在帕多瓦去世。其教區主教額我略‧巴巴里果在1960年被冊封為聖人。

## 現況
教區範圍包括帕多瓦省大部、維琴察省北部、威尼斯省、貝盧諾省和特雷維索省小部，2004年有教友1,027,662人，佔轄區總人口98.9%。教區下轄459個堂區，有1,111名司鐸。現任教區主教為安多尼·瑪蒂佐（個人領銜總主教）。